# Euphoresia kassaiensis
Euphoresia kassaiensis är en skalbaggsart som beskrevs av Moser 1916. Euphoresia kassaiensis ingår i släktet Euphoresia och familjen Melolonthidae. Inga underarter finns listade i Catalogue of Life.